# Alexander Evans
Alexander Evans (28 januari 1997) is een Australisch wielrenner.

## Carrière
Evans reed in 2018 voor Mobius–BridgeLane eind van dat jaar liep hij stage bij BMC Racing Team. Het seizoen daarop reed hij voor de Nederlandse ploeg SEG Racing Academy dat jaar won hij een etappe in de Ronde van de Toekomst. In 2020 en 2021 reed hij voor de Belgische profploeg Intermarché-Wanty-Gobert Matériaux. 

## Overwinningen
2019
8e etappe Ronde van de Toekomst

## Ploegen
- 2018 –  Mobius–BridgeLane
- 2018 –  BMC Racing Team (stagiair vanaf 1 augustus)
- 2019 –  SEG Racing Academy
- 2020 −  Circus-Wanty-Gobert
- 2021 −  Intermarché-Wanty-Gobert Matériaux
- 2022 −  Maloja Pushbikers (vanaf 5-5)
- 2024 –  St George Continental Cycling Team

Bakelants · Bellicaud · De Gendt · De Plus · De Winter · Delacroix · Devriendt · Eiking · Evans · Hermans · Hirt · van der Hoorn · van Kessel · Koch · Kreder · Lammertink · Meintjes · Minali · Pasqualon · Petilli · Planckaert · B. van Poppel · D. van Poppel · Rota · Taaramäe · Van Melsen · Vanspeybrouck · Vliegen · Zimmermann · Girmay (stagiair) · Daemen (stagiair) · De Pooter (stagiair) · Jarnet (stagiair)
Benz-Kuch · Bertazzo · Bichlmann · Davis · Evans · Finetto · Fortin · Klotz · Kopper · Meo · Reißig · Rudys · von Stetten · Weber · Wollenberg
Aitken · Buttigieg · Carman · Clark · Cooper · Dutton · Eddy · Evans · Harrigan · Ivory · Kergozou · McGovern · Murphy · Reardon · Sessini · Sexton · A. Teese · R. Teese